# Brian Connolly
Pour les articles homonymes, voir Connolly.
Brian Connolly, de son vrai nom Brian Francis Connolly, né le 5 octobre 1945 à Glasgow en Écosse et mort le 9 février 1997 à Slough en Angleterre, est un chanteur de rock écossais.

## Biographie
À l'âge de douze ans, il déménage avec ses parents à Harefield, dans le Middlesex. À partir de 1965, il joue dans un certain nombre de groupes locaux. Dont génération X ; le groupe a enregistré quatre titres, mais ceux-ci n'ont pas été vendus dans le commerce. Dans le groupe, Connolly est au chant, Chris Eldridge et Lee Mardochée à la guitare, Mark Conway à la basse et le batteur Martin Lass.
Plus tard, il remplace le chanteur Ian Gillan (plus tard renommé de Deep Purple) dans un groupe appelé 'Wainwright's Gentlemen', qui comprenait le batteur Mick Tucker.
Tucker et Connolly ont quitté le groupe à la fin de 1967 et ont recruté le guitariste Frank Torpey et le bassiste Steve Priest, et ont fondé leur nouveau groupe 'The Sweet shop'.
À la veille de la sortie de leur premier single en juillet 1968, le groupe raccourcit son nom pour The Sweet. Ils ont enregistré trois autres albums. Andy Scott a rejoint le groupe à la fin de 1970, juste avant la sortie de leur premier single.
Après cela, Connolly a été propulsé sous les projecteurs, avec de nombreuses apparitions sur Top of the Pops, avec les autres membres de The Sweet.

## État de santé et mort
En 1981, Connolly est admis à l'hôpital pour des ballonnements, et y subit plusieurs crises cardiaques. En conséquence, son état de santé fut grandement affecté et il souffrit d'hémiparésie laquelle atteindra son système nerveux. Ces problèmes étaient vraisemblablement liés à la consommation excessive d'alcool de Connolly et au fait qu'il était un grand fumeur, en plus de son utilisation sur prescription de médicaments diurétiques.
En janvier 1997, Connolly eut une nouvelle crise cardiaque et fut hospitalisé à Slough. Connolly meurt finalement à 51 ans dans la nuit du 9 au 10 février 1997, d'insuffisances des reins, du foie et de plusieurs crises cardiaques.